# New South China Mall
New South China Mall (chiń.: 新华南Mall; pinyin: Xin huá nán Mall) – centrum handlowe  mieszczące się w Dongguan w Chinach. Jest największym na świecie pod względem powierzchni najmu brutto (659 611 m²) oraz drugim pod względem powierzchni całkowitej (892 000 m²). W ramach kompleksu wybudowano m.in.: repliki Łuku Triumfalnego oraz Dzwonnicy św. Marka; 2,1 km kanał z gondolami; park rozrywki z 553 m kolejką górską.
Centrum handlowe zostało otwarte w 2005 roku. Od samego początku kompleks miał poważne problemy, gdyż nie było chętnych do wynajęcia powierzchni handlowych - ponad 90% centrum nadal pozostaje pusta.  Jedynie 47 na 2350 lokali jest wynajętych (stan na 2011). W 2007 centrum zmieniło  właściciela z Dongguan Sanyuan Yinghui Investment & Development na Founder Group (oddział Uniwersytetu Pekińskiego), zmieniając również nazwę z  South China Mall na New South China Mall, Living City.